# Washington Stecanela Cerqueira
Washington Stecanela Cerqueira (Brazíliaváros, 1975. április 1. –) brazil válogatott labdarúgó.
A brazil válogatott tagjaként részt vett a 2001-es konföderációs kupán.

## Statisztika
| Brazil válogatott | Brazil válogatott | Brazil válogatott |
| Időszak           | Mérk.             | gól               |
| ----------------- | ----------------- | ----------------- |
| 2001              | 6                 | 1                 |
| 2002              | 3                 | 1                 |
| Összesen          | 9                 | 2                 |